# 情報通信学研究科
情報通信学研究科（じょうほうつうしんがくけんきゅうか、英称：The Graduate School of Information and Telecommunication Engineering）は、日本の大学院研究科のうち、情報通信学に関する高度な教育・研究を行う機構の1つである。具体的な研究分野については情報通信学部も参照。
2012年4月に東海大学に設置されたのが最初である。主に情報通信学部の上位に連続した形で設置され、学位は、修士課程は修士（情報通信学）を修めることができる。

## 大学院大学
- 北陸先端科学技術大学院大学 情報科学研究科
- 奈良先端科学技術大学院大学 情報科学研究科
- 神戸情報大学院大学 情報技術研究科

## 情報通信学研究科と類似する研究科名称
- 北海道大学大学院 情報科学研究科
- 東北大学大学院 情報科学研究科
- 京都大学大学院 情報学研究科
- 静岡大学大学院 情報学研究科
- 名古屋大学大学院 情報科学研究科
- 神戸大学大学院 システム情報学研究科
- 愛知県立大学大学院 情報科学研究科
- 広島市立大学大学院 情報科学研究科
- 電気通信大学 電気通信学研究科
- 早稲田大学大学院 国際情報通信研究科
- 法政大学大学院 情報科学研究科
- 明星大学大学院 情報学研究科
- 文教大学大学院 情報学研究科

## 情報通信学を専攻できる他の研究科名称
- 東京大学大学院 情報学環・学際情報学府
- 東京工業大学大学院 情報通信系
- 筑波大学大学院 システム情報工学研究科 コンピュータサイエンス専攻
- 広島国際大学大学院 工学研究科 情報通信学専攻